# Португальские Сан-Томе и Принсипи
Португальские Сан-Томе и Принсипи (порт. Província Ultramarina de São Tomé e Príncipe) — колониальное владение Португальской империи в Центральной Африке. В настоящее время — Демократическая Республика Сан-Томе и Принсипи.

## История

### XV век
Португальские исследователи Жуан де Сантарем и Перу Эшкобар открыли острова около 1470 года, которые они сочли необитаемыми. Остров Сан-Томе был назван португальцами в честь Святого Томаса, поскольку они открыли остров в день его праздника, а остров Принсипи (остров принца) был назван в честь Афонсу, принца Португалии, любимца его отца.
Первая попытка заселения островов началась в 1485 году, когда португальская корона подарила Жуану де Пайве остров Сан-Томе. Однако эта попытка не увенчалась успехом, потому что поселенцы не могли производить пищу в конкретных условиях и климате, в которых находились острова, а также из-за тропических болезней, от которых страдали поселенцы. Только в 1493 году, когда король Португалии Жуан II назначил Алвару Каминью капитан-майором острова Сан-Томе, было основано первое успешное поселение. Среди этих португальских поселенцев была значительная часть преступников и сирот, а также еврейских детей, отнятых у их родителей, чтобы обеспечить их христианское воспитание. Заселение острова Принсипи началось в 1500 году.

### XVI—XIX века
В последующие годы португальские поселенцы начали ввозить большое количество рабов из континентальной Африки, чтобы возделывать богатые вулканические почвы острова Сан-Томе с высокодоходным сахарным тростником. К середине XVI века Сан-Томе принёс Португалии огромное богатство, став крупнейшим в мире производителем сахара.
В первом десятилетии XVII века конкуренция сахарных плантаций португальской Бразилии и частые восстания рабов, происходившие на острове, начали медленно наносить ущерб выращиванию сахарных культур. Это означало сокращение производства сахара и сдвиг местной экономики в сторону работорговли, которая оставалась в основном в руках местного населения метисов. Географическое положение островов сделало их важным торговым пунктом трансатлантической работорговли, поскольку они служили местом сбора рабов, привезённых из Гвинейского залива и Королевства Конго и предназначенных для Северной и Южной Америки.
Голландцы оккупировали остров Сан-Томе в 1641 году, а в 1648 году, остров вернули португальцы. Однако голландцы не оккупировали остров Принсипи.
В 1753 году из-за частых нападений пиратов и корсаров столица острова Сан-Томе была перенесена в Санту-Антонью на Принсипи, и острова начали управляться как единая колония с одним губернатором. Только в 1852 году столица была перенесена обратно на остров Сан-Томе.
В начале XIX века португальцы начали выращивать кофе и какао на обширных плантациях, называемых «roças», что дало большой импульс экономике. Цикл производства кофе закончился в конце XIX века, когда его заменили какао в качестве основного производства на островах. Сан-Томе и Принсипи затем стали крупными регионами производства какао в мире на протяжении нескольких поколений, а в первые десятилетия XX века они часто были крупнейшим в мире производителем в год.

### XX век
В 1972 году националистическая политическая партия марксистской идеологии Движение за освобождение Сан-Томе и Принсипи (МЛСТП) была создана изгнанниками в Экваториальной Гвинее с целью создания независимого государства. Революция гвоздик в 1974 году положила конец диктатуре Нового государства и положила начало процессу деколонизации португальских колоний в Африке. 12 июля 1975 года новый португальский режим предоставил независимость Сан-Томе и Принсипи.